# خوسيه بونيلا
خوسيه بونيلا (بالإسبانية: José Bonilla) (19 نوفمبر 1967 في فنزويلا - 14 يونيو 2002 بكاراكاس في فنزويلا) هو ملاكم فنزويلي، صنّف ضمن فئة وزن الذبابة.

## روابط خارجية
- خوسيه بونيلا على موقع بوكس ريك (الإنجليزية) (registration required)